# San Floriano del Collio
San Floriano del Collio (friuli nyelven: San Florean dal Cuei, szlovénül: Števerjan) település Olaszországban, Friuli-Venezia Giulia régióban, Gorizia megyében. Lakosainak száma 729 fő (2023. január 1.). San Floriano del Collio Cormons, Gorizia, Mossa, Capriva del Friuli és Brda községekkel határos. Lakóinak zöme szlovén nemzetiségű.

## Népesség
A település lakossága az elmúlt években az alábbi módon változott:
| Lakosok száma | 780  | 775  | 729  |
|               | 2017 | 2018 | 2023 |